# Sejm
Sejm je donji dom poljskog parlamenta. Sastoji se od 460 zastupnika (poljski: 'poseł' što doslovno znači  'izaslanik'). Izaslanici su izabrani općim glasovanjem, a predsjedatelj se zove Maršal Sejma (poljski: Marszałek Sejmu). Središte Sejma je u varšavskoj četvrti Śródmieście. Riječ Sejm proizlazi iz staroslavenske riječi šzo znači 'skup' (zbor). Prva žena izabran u Sejm je bila Roza Pomerantz Meltzer 1919. godine članica cionističke stranke.
Nakon pada komunizma 1989., Senat je ponovno gornji dom dvodomne Narodne skupštine, dok je Sejm postao donji dom. Sejm se sada se sastoji od 460 zastupnika koji se biraju svake četiri godine.
Između 7 i 19 zastupnika bira se iz svake izborne jedinice D'Hondtovom metodom (uz jednu iznimku 2001. godine kada se koristila Sainte-Laguëva metoda), njihov broj je proporcionalan brojem stanovnika izborne jedinice. Osim toga, koristi se prag tako da se biraju kandidati samo iz stranaka koje su ostvarile najmanje 5% od nacionalnog izbora (kandidata etničkih manjinskih stranaka su izuzeti od ovoga praga).
Na posljednjim izborima 2011. godine najviše mandata 207 osvojila je stranka Građanska platforma, dok je stranka Pravo i pravda osvojila 157 mandata.

## Vanjske poveznice
- Službena stranica